# Thompson Lake
Thompson Lake är en sjö i Kanada.   Den ligger i provinsen Manitoba, i den centrala delen av landet, 2 100 km nordväst om huvudstaden Ottawa. Thompson Lake ligger 294 meter över havet. Arean är 2,6 kvadratkilometer. Den sträcker sig 3,1 kilometer i nord-sydlig riktning, och 1,7 kilometer i öst-västlig riktning.
I omgivningarna runt Thompson Lake växer i huvudsak barrskog. Trakten runt Thompson Lake är nära nog obefolkad, med mindre än två invånare per kvadratkilometer.